# Premio Erich Salomon
El Premio Erich Salomon es un galardón alemán, se instaura en 1971 para reconocer el trabajo de fotógrafos u órganos de prensa que «practiquen un fotoperiodismo destacable». Lo concede de modo anual la Sociedad alemana de fotografía y se dedica a la memoria de Erich Salomon.

## Premiados
| - 1971, Revista Stern - 1972, Revista Du - 1973, Revista Avenue - 1974, Epoca (revista italiana) Revista italiana - 1975, Georg Stefan Troller - 1976, Revista Die Zeit - 1977, Revista Bild der Wissenschaft - 1978, Revista National Geographic - 1979, Der 7.Sinn, emisiones de la WDR - 1980, Revista Géo - 1981, Servicio fotográfico de Deutsche Presse-Agentur - 1982, World Press Photo - 1983, Lotte Jacobi ; Tim Gidal - 1984, Frankfurter Allgemeine Magazin - 1985, Robert Franck - 1986, Peter Magubane - 1987, Josef H. Darchinger - 1988, Sebastião Salgado - 1989, Barbara Klemm - 1990, Cristina García Rodero - 1991, Robert Lebeck - 1992, 1993, Don McCullin - 1994, Mary Ellen Mark - 1995, Gilles Peress | - 1996, Regina Schmeken - 1997, Peter Hunter - 1998, René Burri - 1999, Eva Besnyö - 2000, Arno Fischer - 2001, Herlinde Koelbl - 2002, Reporters sans frontières - 2003, John G. Morris - 2004, Will McBride - 2005, Horst Faas - 2006, Martin Parr - 2007, Letizia Battaglia - 2008, Anders Petersen - 2009, Sylvia Plachy - 2010, Michael von Graffenried - 2011, Heidi y Hans-Jürgen Koch - 2012, Peter Bialobrzeski - 2013, Paolo Pellegrin - 2014, Gerd Ludwig - 2015, Josef Koudelka - 2016, Rolf Nobel - 2017: Antanas Sutkus - 2019: Stephanie Sinclair - 2020: Chris Killip - 2023: Rafał Milach |